# Kloster Walaam

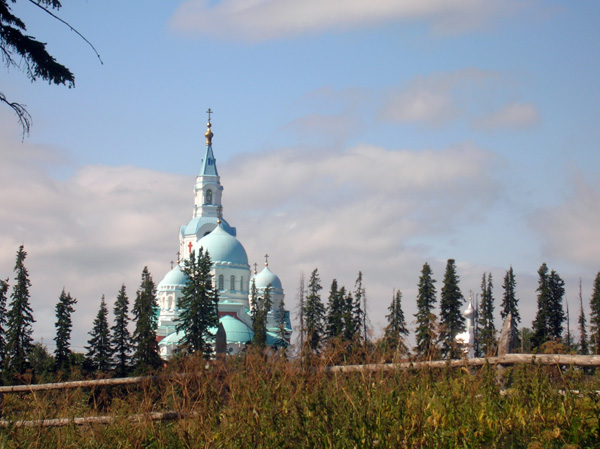
Kuppeln des Klosters aus der Ferne

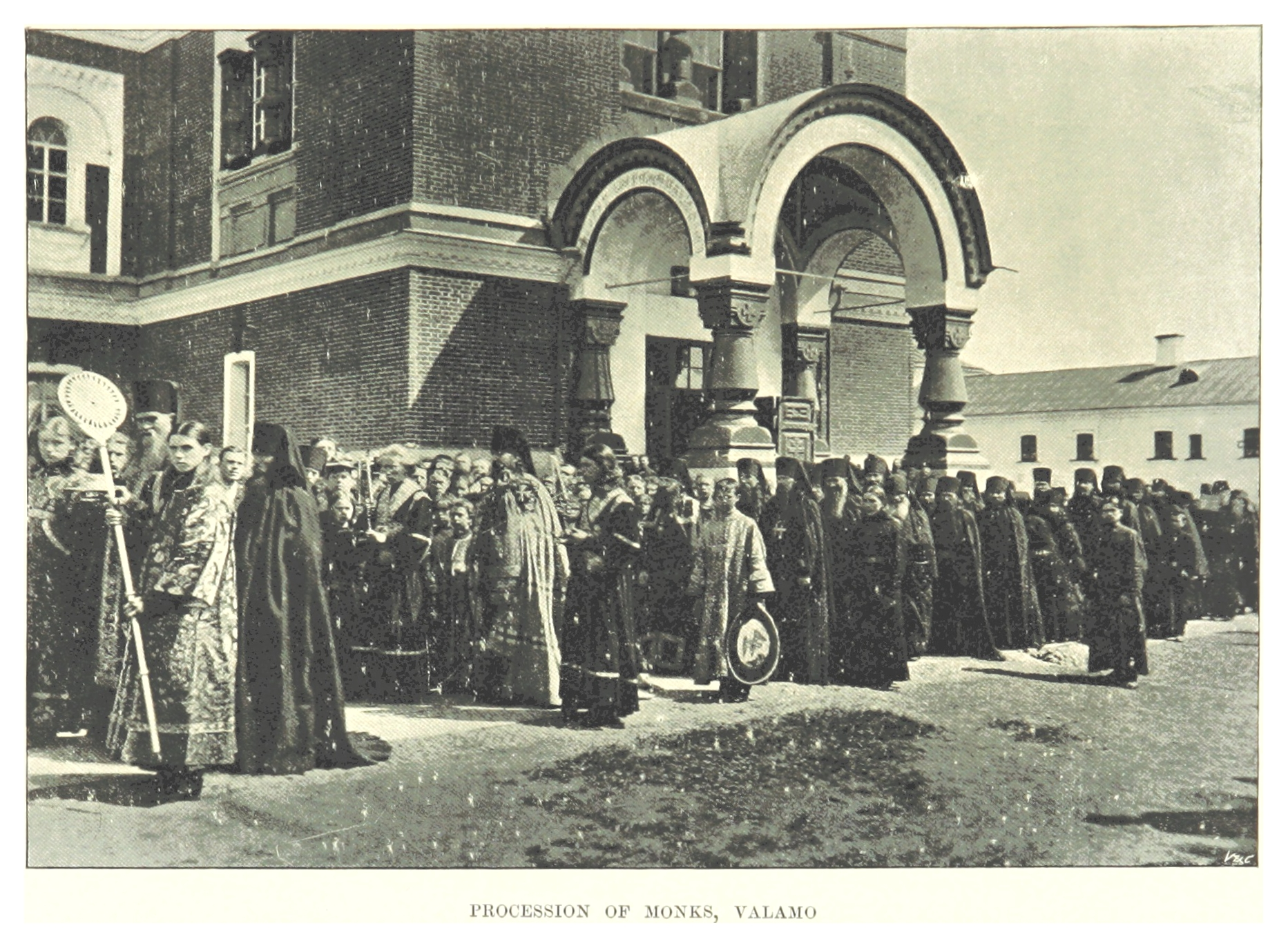
Ein liturgisches Fest mit Prozession (um 1890)

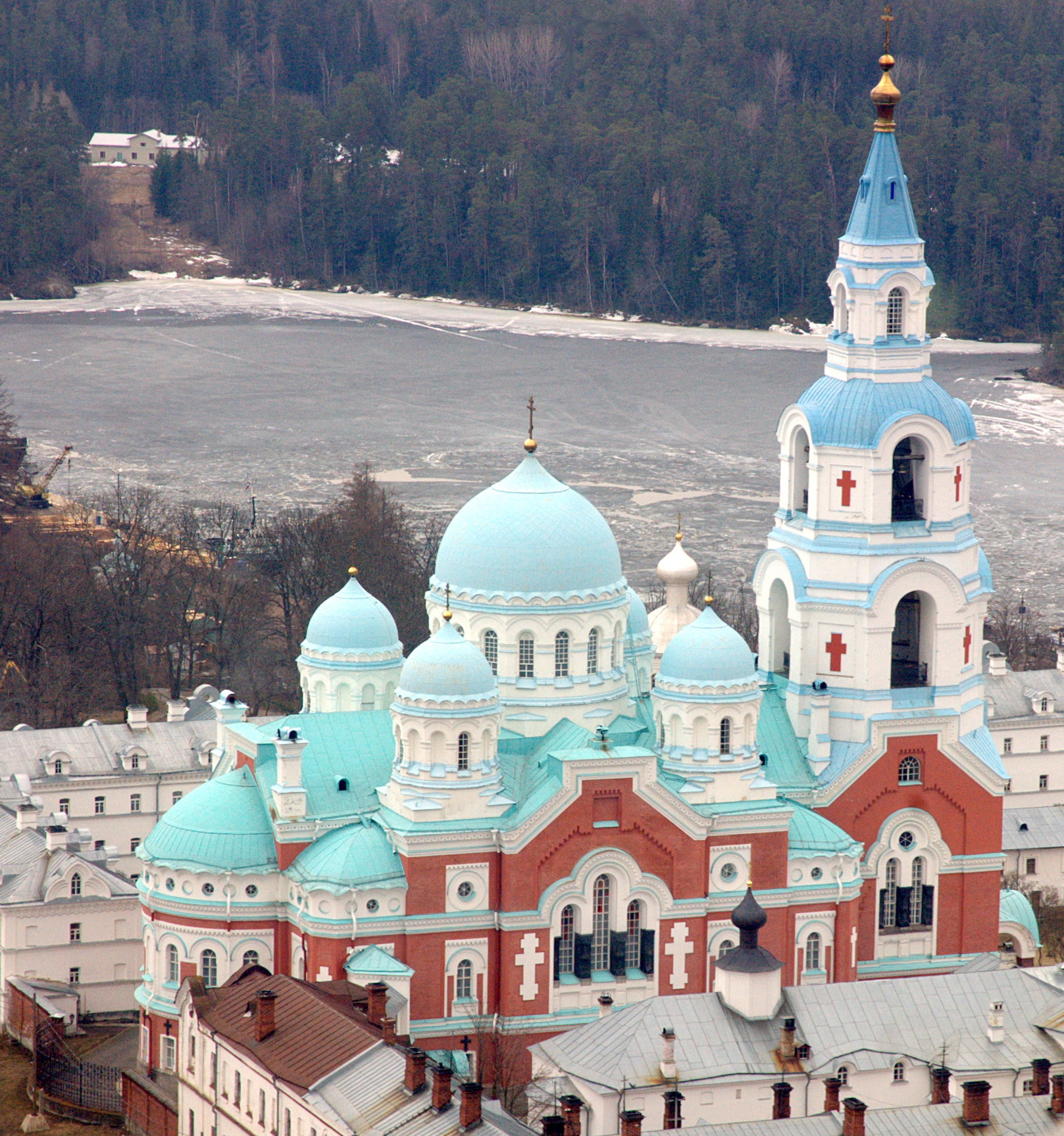
Die Kathedrale des Klosters Walaam

Das Kloster Walaam (russ. Валаамский монастырь, finn. Valamon luostari) ist ein orthodoxes Kloster auf der Insel Walaam im Ladogasee in Karelien in Russland, etwa 80 km nördlich von Sankt Petersburg. Von 1812 bis 1940 gehörte es zu Finnland und war dort das wichtigste Kloster. Seit 1989 wird es wieder genutzt.

## Geschichte

### Entstehungszeit
Das Datum der Klostergründung ist nicht bekannt.
Die Legende gab den Apostel Andreas als Gründer an. Er soll an einem heidnischen Ort auf dem Felsen ein Steinkreuz errichtet haben. Die Legende besagt, dass das Kreuz zum ersten Stein des Fundamentes des Klosters wurde.
Das Kloster wurde möglicherweise um 1329 gegründet.
Im 16. Jahrhundert wurde es erstmals erwähnt. Das Kloster lag in exponierter westlicher Lage im früheren Zarentum Russland an der Grenze zu Schweden.

### 1678–1917
Im Jahr 1678 starben viele Mönche durch schwedische Übergriffe. Das Kloster war bei Angriffen zwischen den Jahren 1611 und 1715 verwüstet worden und brannte bis auf die Grundmauern aus.
Im 18. Jahrhundert wurde Kloster Walaam restauriert und kam 1812 unter die Herrschaft des russischen Großfürstentums Finnland. Im 19. Jahrhundert beherbergte das Kloster zeitweise über 3000 Mönche.

### 1917–1950
1917 wurde Finnland und die Orthodoxe Kirche Finnlands von der russisch-orthodoxen Kirche unabhängig, anerkannt durch das Ökumenische Patriarchat von Konstantinopel. Das Kloster wurde das wichtigste der finnisch-orthodoxen Kirche. Die Liturgiesprache wurde von Kirchenslawisch auf Finnisch und der liturgische Kalender vom julianischen auf den gregorianischen Kalender umgestellt. Die Änderungen führten zu heftigen und jahrzehntelangen Streitigkeiten in der Klostergemeinschaft von Walaam.
Im Winterkrieg von 1940 wurde das Kloster evakuiert. Die 150 Mönche flüchteten nach Westen und siedelten sich im finnischen Heinävesi an, wo sie das existierende Kloster Uusi Valamo (Neues Walaam) gründeten. Nach der Evakuierung der Klöster Konevsky und Petschenga ist Uusi Valamo das einzige Männerkloster der Orthodoxen Kirche Finnlands.
Von 1941 bis 1944, während der deutschen Besatzung, gab es Versuche, das Klostergebäude von Alt-Walaam zu restaurieren.
Nach der sowjetischen Rückeroberung 1944 diente die Insel als Militärbasis und das Kloster als „Invalidenheim“, Lager und Offizierskasino. Der Klostergarten diente der Roten Armee als Schießplatz, Ikonen als Zielscheiben. Tausende Tote liegen im Bereich des Igumensky-Friedhofs; 1950 waren auch die kriegsversehrten Bettler von den Straßen St. Petersburgs hierher gebracht worden, weil diese Bettler in der Stadt nicht zum Bild des großen Sieges passten. Pässe und Dienstbücher wurden ihnen abgenommen, sie starben alle macht- und namenlos auf der Insel.

### Seit 1989
Im Jahr 1989 wurde das Kloster Walaam an der alten Stelle neu gegründet, unter Mithilfe von 100 Mönchen, es steht unter dem Patronat des russischen Patriarchen Alexius II., welcher als Kind schon längere Zeit das Kloster besucht hatte. Das Kloster erlangte wieder den juristischen Besitz über die Insel und ging in den Zustand der spirituellen Abgeschiedenheit über. Viele der inzwischen angesiedelten säkularen Inselbewohner haben nach erfolglosen Gerichtsprozessen gegen das Kloster die Insel verlassen.

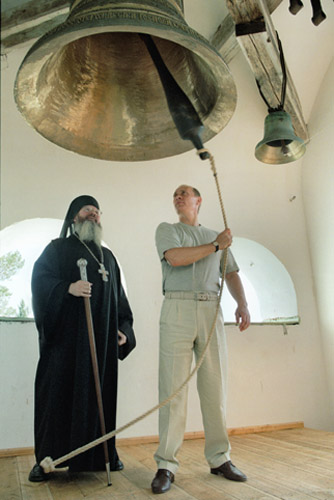
Wladimir Putin beim Glockenläuten 2001 (mit Abt Pankratius)

Das Kloster ist stauropegial.